# Яуньєлгава
Яуньєлгава або Яун'єлґава (латис. Jaunjelgava; нім.: Friedrichstadt, пол.: Frydrychsztat) — місто в Латвії на лівому березі річки Двіна в історичній землі Селія, адміністративний центр Яуньєлгавського краю до 2021. До 1 липня 2009 також входило до складу Айзкраукльського району, а з 2021 — у складі Айзкраукленського краю Латвійської Республіки. Знаходиться за 80 км від Риги. Населення на 2020 — 1762 особи. У місті кам'яна православна Спасівська церква (1897). 

## Історія
З часів Середньовіччя назва міста зазнала багато змін. Найперша селійська фортеця мала назву Серене (лат. Sērene), і вона була зруйнована братами-мечоносцями. Пізніше місто вже має німецьку назву: з 1567 — Нойштадт (нім. Neustadt), Нова Мінтауя (нім. Neu-Mitau). 
1590 Куршський герцог Фрідріх Кеттлер (1569–1642) надав поселенню права ринку, тут проживало 60 родин. 1621 місто було зруйноване під час польсько-шведської війни і відновлено 1646 як Фрідріхштадт. Тоді 1646 удова герцога Кетллера Ельжбета Маґдалена Померанієтє (1580–1649) дала місту ім’я Фрідріхштадт (нім. Friedrichstadt) — на честь свого чоловіка. Ця назва зберігалася і за царських часів до 20-го століття, коли воно було перейменовано в Яуньєлгаву в незалежній Латвії - ймовірно, на згадку про 16-е століття (Ной-Мітау). Статус міста 1647 підтвердив король Речі Посполитої Владислав IV Ваза.
1652 за наказом герцога Якова Кетлера в місті була побудована лютеранська церква.
Швидкий розвиток місто почався у другій половині XVII ст., коли після Другої Північної війни місто стало важливим транспортним вузлом.
1710 місто пережило епідемію чуми. 
У 18 столітті у складі Речі Посполитої. Тоді у місті також було кілька великих пожеж, а чотири великі повені завдали великої шкоди місту. Найбільша повінь була 1778, коли було зруйновано близько 100 будинків. 
1795 Фрідріхштадт, як частина Герцогства Курляндії та Земгалії у складі Речі Посполитої, був анексований Російською імперією і став частиною Курляндської губернії у статусі повітого центру. Під час походу Наполеона 1812 навколо міста відбулося кілька невеликих битв із москалями, в результаті яких місто було тимчасово звільнено французами. 
У 1831 і 1848 роках тут лютувала холера. 
У першій половині XIX століття місто процвітало завдяки купецькій діяльності. Місцеві жителі володіли складами, шинками для сплавників і займалися перевезенням вантажів до міста Якобштадт. 1820 в містечку було 24 шинки, які запровадили юдеї.
Після відкриття залізничної лінії Рига-Даугавпілс 1861 водний шлях річки Даугава, а отже і місто, втратили своє значення. Проте наприкінці 19 століття в місті було ще близько 10 банків і різних страхових контор, 60 торговельних підприємств, 23 промислових підприємства і лікарня. 
1897 у місті зведено кам'яну православну церкву святого Спаса, хоча на той момент у Фрідріхштадті проживало не більше 30 православних родин: юдеї — 2 748, латвійці — 1 469, німці — 770, московити — 110.
1909 між Фрідріхштадтом, Ригою та Єлґавою було встановлено телефонний зв'язок. 1914 в місті проживало 7300 жителів. 

### Створення Латвійської держави
Місто сильно постраждало, коли з 17 жовтня по 15 листопада 1919 в його околицях точилися важкі бої під час Війни за незалежність Латвії. Наприкінці битви місто було звільнене від Добровольчої армії Росії. 
1925 у місті було лише 1577 жителів. За часів Латвійської Республіки місто було перейменовано на Яунєлгава. У 1930-х роках для захисту міста від повеней була споруджена дамба завдовжки 3,5 км (2,2 милі) і 3 м (9,8 футів) заввишки. До 1935 в місті 25% жителів були юдеями. 
Під час Другої світової війни Яунєлгава спочатку була окупована росіянами, а потім перебувала під німецькою владою з 1 липня 1941 року до 18 вересня 1944,  входячи до складу Generalbezirk Lettland Рейхскомісаріату Остланд. Тоді ж німецька влада ліквідувала юдейський штетл, більшість юдейського населення емігрувало до США.  
З 1944 під окупацією СССР, що завдало місту значних гуманітарних та матеріальних втрат. Звільнено від росіян 1991, у складі незалежної Латвії. 

## Назва
- Яуньєлгава (латис. Jaunjelgava;  вимова)
- Фрідріхштадт (нім. Friedrichstadt)